# Discografia de Oneus
A discografia de Oneus, um grupo masculino sul-coreano, consiste em ul álbum de estúdio, quatro extended plays, um single álbum e quatro singles.

## Álbuns

### Álbuns de estúdio
| Título | Detalhes | Melhores posições nas tabelas | Vendas     |
| Título | Detalhes | KOR                           | Vendas     |
| ------ | --- | ----------------------------- | ---------- |
| Devil  | - Lançamento: 19 de janeiro de 2021 - Gravadora: Rainbow Bridge World - Formatos: CD, download digital, streaming Lista de faixas 1. Intro : Devil Is in the Detail 2. No Diggity (반박불가) 3. Leftover (식은 음식) 4. Incomplete (완벽하지 않아도 괜찮아) 5. Youth 6. Bbusyeo (뿌셔) 7. Rewind (우리의 시간은 거꾸로 흐른다) 8. Lion Heart 9. What You Doing? 10. I.P.U (눈부시게 빛이 나던 그날) 11. Outro : Connect with Us | 2                             | - : 98,014 |

### Singleálbuns
| Título      | Detalhes | Melhores posições nas tabelas | Vendas     |
| Título      | Detalhes | KOR                           | Vendas     |
| ----------- | --- | ----------------------------- | ---------- |
| In Its Time | - Lançamento: 24 de março de 2020 - Gravadora: Rainbow Bridge World - Formatos: CD, download digital, streaming Lista de faixas 1. A Song Written Easily (쉽게 쓰여진 노래) 2. Hide and Seek (꼭꼭 숨어라) | 5                             | - : 44,343 |

## Extended plays
| Light Us                                                                                 | - Lançamento: 9 de janeiro de 2019 - Gravadora: Rainbow Bridge World - Formatos: CD, download digital, streaming Lista de faixas 1. Intro : Light Us 2. ZigZag (삐뚤빼뚤) 3. Valkyrie (발키리) 4. Red Thread (붉은 실) 5. Eye Contact 6. Hero 7. Crazy & Crazy (ㅁㅊㄷㅁㅊㅇ) (Prod. CyA) | 6 | —  | - : 36,242           |
| Raise Us                                                                                 | - Lançamento: 29 de maio de 2019 - Gravadora: Rainbow Bridge World - Formatos: CD, download digital, streaming Lista de faixas 1. Intro : Time 2. Twilight (태양이떨어진다) 3. English Girl 4. BingBing (개와 늑대의 시간) 5. White Night (백야(白夜)) 6. Now                             | 4 | —  | - : 42,191           |
| Fly with Us                                                                              | - Lançamento: 30 de setembro de 2019 - Gravadora: Rainbow Bridge World - Formatos: CD, download digital, streaming Lista de faixas 1. Intro : Fly Me To The Moon 2. Plastic Flower (윙윙윙윙) 3. Lit (가자) 4. Blue Sky 5. Level Up 6. Stand By                                           | 4 | 15 | - : 44,036 - : 2,441 |
| Lived                                                                                    | - Lançamento: 19 de agosto de 2020 - Gravadora: Rainbow Bridge World - Formatos: CD, download digital, streaming Lista de faixas 1. Intro : Lived 2. To Be Or Not To Be 3. Dead Or Alive 4. Dizzy (흔란하다 흔란해) 5. Airplane 6. Come Back Home                                         | 5 | —  | - : 109,403          |
| "—" indica lançamentos que não figuraram nas paradas ou não foram lançados nessa região. | |   |    |                      |

## Singles

### Como artista principal
| Título                                                                                   | Ano  | Melhores posições nas tabelas | Melhores posições nas tabelas | Melhores posições nas tabelas | Melhores posições nas tabelas | Vendas            | Álbum            |
| Título                                                                                   | Ano  | KOR                           | JPN                           | JPN Hot                       | US World                      | Vendas            | Álbum            |
| ---------------------------------------------------------------------------------------- | ---- | ----------------------------- | ----------------------------- | ----------------------------- | ----------------------------- | ----------------- | ---------------- |
| "Valkyrie" (발키리)                                                                      | 2019 | —                             | —                             | —                             | 15                            | —                 | Light Us         |
| "Twilight" (태양이떨어진다)                                                              | 2019 | —                             | 4                             | 17                            | —                             | - : 34,549 (Fís.) | Raise Us         |
| "Lit" (가자)                                                                             | 2019 | —                             | —                             | —                             | 14                            | —                 | Fly with Us      |
| "808"                                                                                    | 2019 | —                             | 3                             | 15                            | —                             | - : 40,380 (Fís.) | Single sem álbum |
| "A Song Written Easily" (쉽게 쓰여진 노래)                                               | 2020 | —                             | —                             | —                             | 11                            | —                 | In Its Time      |
| "To Be Or Not To Be"                                                                     | 2020 | —                             | —                             | —                             | —                             | —                 | Lived            |
| "Bbusyeo" (뿌셔)                                                                         | 2020 | —                             | —                             | —                             | —                             | —                 | Devil            |
| "No diggity" (반박불가)                                                                  | 2021 | 146                           | —                             | —                             | 18                            | —                 | Devil            |
| "—" indica lançamentos que não figuraram nas paradas ou não foram lançados nessa região. |      |                               |                               |                               |                               |                   |                  |

#### Colaborações
| Título                                                                                   | Ano  | Melhores posições nas paradas | Vendas | Álbum         |
| Título                                                                                   | Ano  | KOR                           | Vendas | Álbum         |
| ---------------------------------------------------------------------------------------- | ---- | ----------------------------- | ------ | ------------- |
| "Last Song" (com Onewe)                                                                  | 2018 | —                             | —      | I Shall Debut |
| "—" indica lançamentos que não figuraram nas paradas ou não foram lançados nessa região. |      |                               |        |               |